# 莫利耶尔 (多尔多涅省)
莫利耶尔（法語：Molières，法語發音：[mɔljɛʁ]）是法国多尔多涅省的一个市镇，属于贝尔热拉克区。

## 地理
莫利耶尔（44°48'38"N, 0°49'26"E）面积21.22 平方千米，位于法国新阿基坦大区多爾多涅省，该省份为法国西南部内陆省份，是法國本土面积第三大的省，大致对应佩里戈尔地区，北起顺时针与夏朗德省、上维埃纳省、科雷兹省、洛特省、洛特-加龙省、吉倫特省和滨海夏朗德省接壤。
与莫利耶尔接壤的市镇（或旧市镇、城区）包括：卡莱斯、多尔多涅河畔巴德福勒、布尔尼凯勒、勒比松德卡杜安、圣阿维塞尼约尔、蓬图尔。

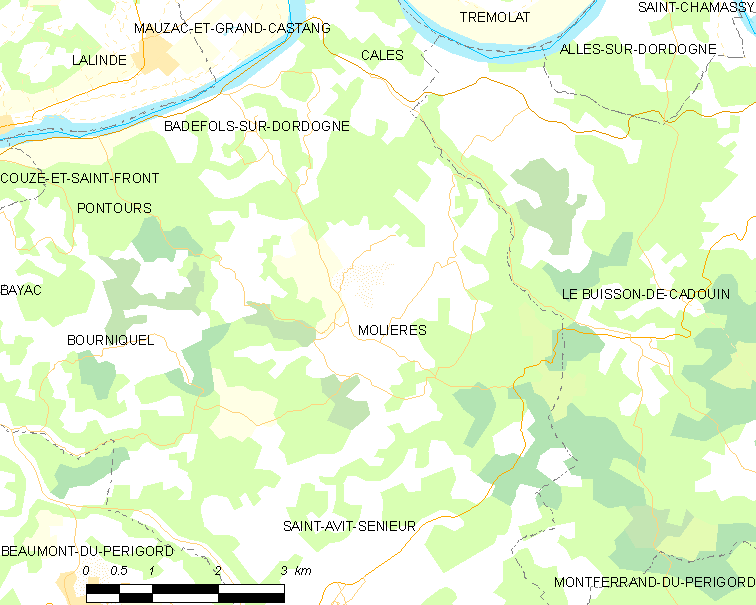
的OSM定位图

莫利耶尔的时区为UTC+01:00、UTC+02:00（夏令时）。

## 行政
莫利耶尔的邮政编码为24480，INSEE市镇编码为24273。

## 政治
莫利耶尔所属的省级选区为拉兰德县。

## 人口

1962-2008年间人口变化图示

莫利耶尔于2022年1月1日时的人口数量为352人。